# Governo Civil de Pontevedra
O Governo Civil de Pontevedra, actualmente Subdelegación del Gobierno de Pontevedra, é um edifício oficial localizado em Pontevedra, Galiza (Espanha). Tem servido desde a sua construção como sede da delegação do governo em representação do estado espanhol na província de Pontevedra.

## Localização
O edifício está localizado no centro do poder político da cidade, no canto noroeste da Alameda de Pontevedra, junto à praça de Espanha, muito perto de outros edifícios institucionais como a Câmara Municipal de Pontevedra, a Escola Secundária Valle-Inclán, a Faculdade de Belas Artes e o Palácio do Conselho Provincial de Pontevedra .

## História
Em 1833, o governo espanhol nomeou como primeira autoridade provincial um representante do Estado em cada uma das capitais das províncias espanholas e em Pontevedra, a sua sede foi, até 1891, o convento de São Francisco. Até 1997, o nome deste representante era “Governador Civil”, altura em que passou a chamar-se “ Subdelegado do Governo ”. Um cargo político tão importante exigia um edifício adequado à natureza da instituição que representava. Por este motivo, a partir de 1939, a Direcção Geral de Arquitetura do Estado espanhol implementou um plano para que as sedes dos chamados governos civis que alojavam o governador civil em cada província tivessem o decoro e a dignidade exigidos por esta instituição.
Na Galiza, o edifício do governo civil de Pontevedra, projectado pelo arquitecto Enrique López-Izquierdo Blanco, foi o último das quatro províncias galegas a ser construído entre 1950 e 1958. Seguindo as condições do Estado espanhol, a Câmara Municipal de Pontevedra cedeu um terreno rectangular isolado na mais digna praça não comercial da cidade (a Plaza de España), onde as sedes das autoridades municipais (Câmara Municipal de Pontevedra ) e provinciais (Conselho Provincial de Pontevedra ) iriam coexistir no mesmo espaço.
Em 1945, o arquitecto P. Durán apresentou um primeiro projecto em que a fachada principal do Governo Civil fazia frente à Praça de España, que foi rejeitado pelas autoridades municipais. O arquitecto Enrique López-Izquierdo corrigiu este erro no seu projecto de 1950, colocando o edifício de frente para a Alameda de Pontevedra e não de lado, o que levou à aceitação e execução do projecto. O edifício foi inaugurado em 1958.
Em 5 de dezembro de 1996, o brasão de pedra do regime franquista foi retirado da fachada do edifício e o brasão constitucional foi colocado no seu lugar.

## Descrição
O edifício é um exemplo da arquitectura institucional de meados do século XX.
O Governo Civil de Pontevedra tem três funções principais: institucional (representada pela escadaria principal e pela sala de reuniões e de recepção), administrativa (escritórios do Secretário-Geral e outros escritórios) e residencial, com alojamento para o Governador Civil e o Secretário-Geral, bem como alojamento para o pessoal subordinado. Esta diversidade de usos implica a existência de várias entradas: uma entrada principal na fachada principal sul e três entradas secundárias nas outras três fachadas para acesso aos escritórios administrativos e policiais e aos alojamentos. Existe também uma entrada de veículos no centro da fachada norte, em frente à fachada principal.
O uso da simetria é total na planta do edifício em forma de U. No interior, no rés-do-chão, há uma entrada principal a partir da qual uma grande escadaria conduz aos espaços mais representativos do poder político provincial no primeiro andar, conhecido como andar nobre: as salas e escritórios do governador civil e do secretário geral. Há também escadas secundárias dispostas simetricamente. A escadaria principal é iluminada por um pátio interior. O rés-do-chão tem escritórios e salas para as forças de segurança. Há também um nível de semi-cave para outras instalações menos importantes. No segundo andar do edifício há uma combinação de áreas administrativas e residenciais. A estrutura é de betão armado, e as linhas dos pilares são claramente reconhecíveis nos andares do edifício.
No exterior, a fachada é feita de pedra de cantaria para realçar a severidade da função do edifício. As fachadas são de betão, revestidas de pedra de cantaria com bossagem no rés-do-chão. As balaustradas, mísulas e cornijas são também em pedra. A fachada principal tem uma entrada monumental com um pórtico de colunas gémeas independentes de ordem dórica encimada pela balaustrada de um terraço destinado às autoridades, delimitado por uma galeria de arcos com janelas semicirculares. Este corpo central serve de ligação com a entrada principal do edifício. As bandeiras da Galiza, Espanha e da União Europeia sobrevoam este terraço, que é enquadrado pelos volumes em forma de torre do primeiro e segundo andares. Nos lados do primeiro andar há varandas angulares.
Na fachada traseira está o portão da garagem com dois óculos de cada lado. No lado leste do segundo andar há outro oeil de boeuf entre as duas últimas janelas.

## Galeria

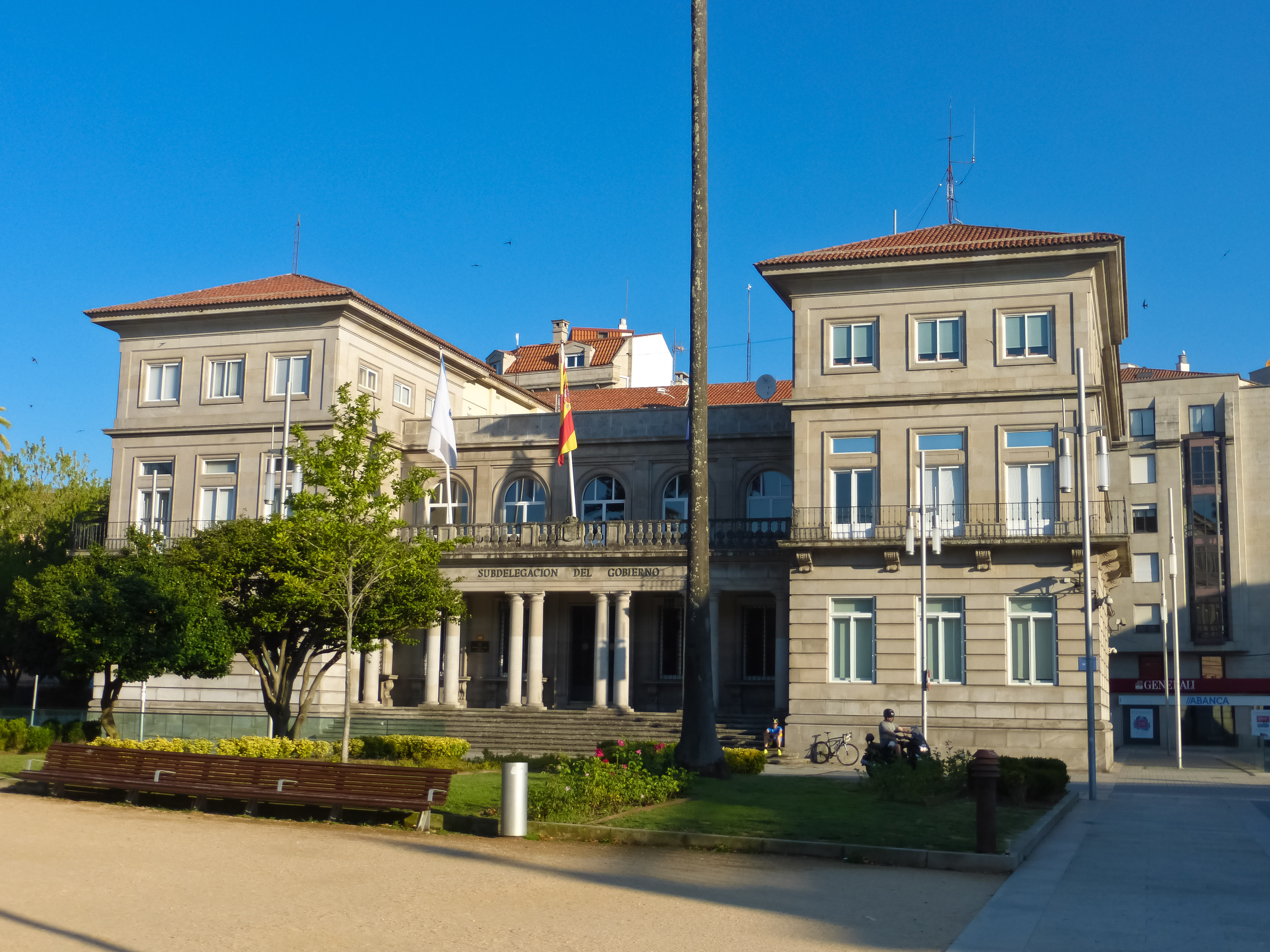
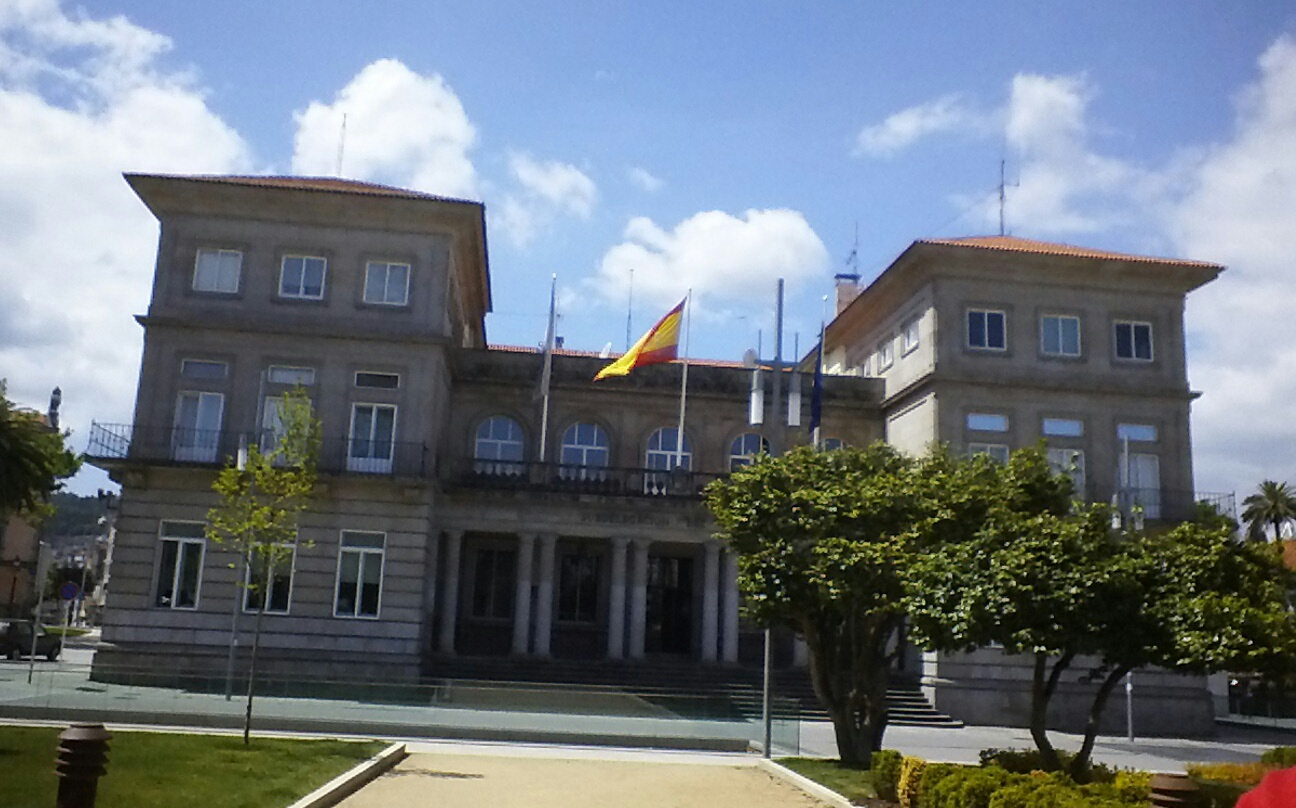
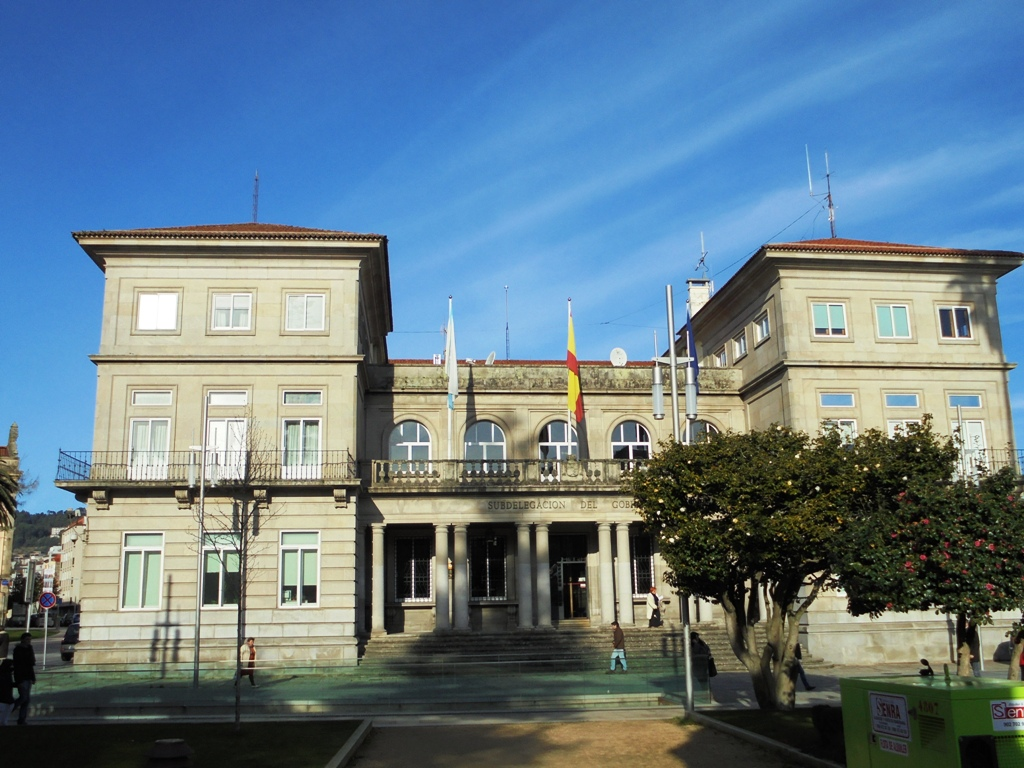
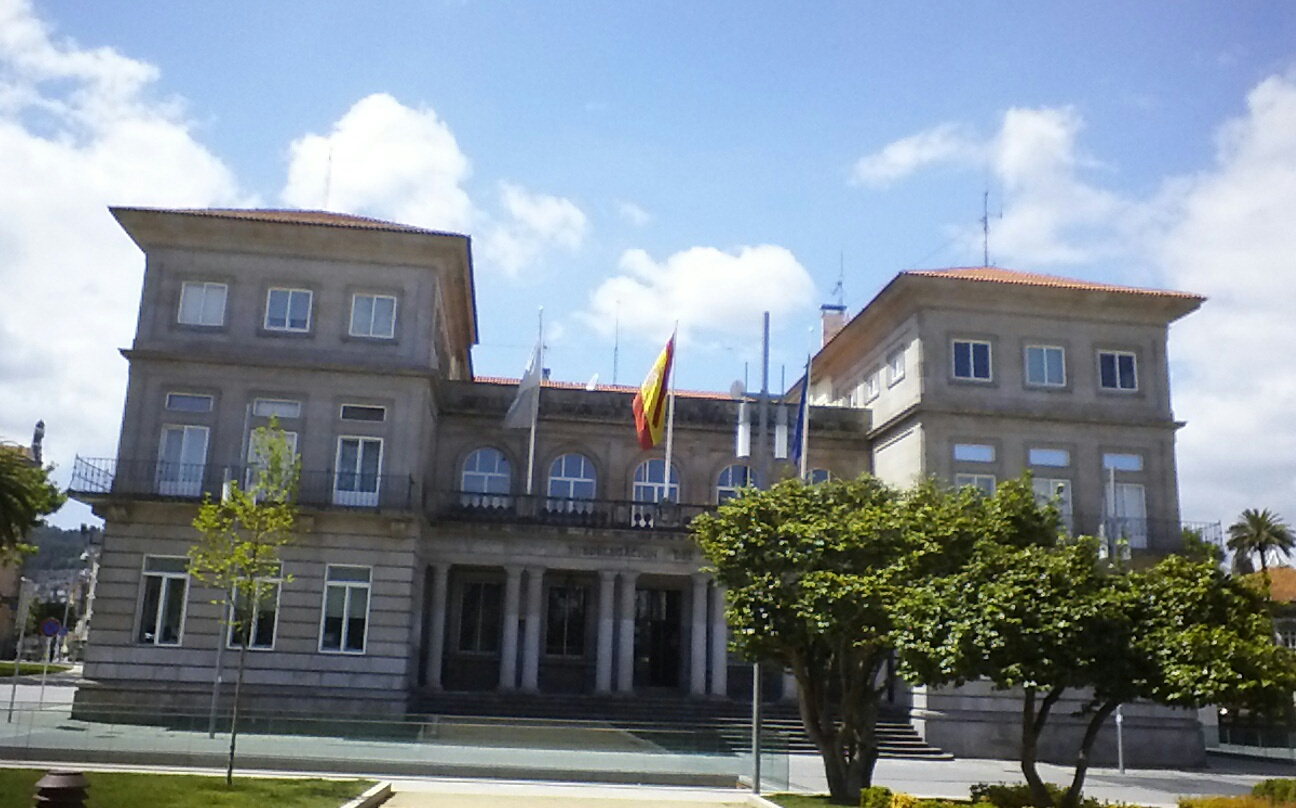
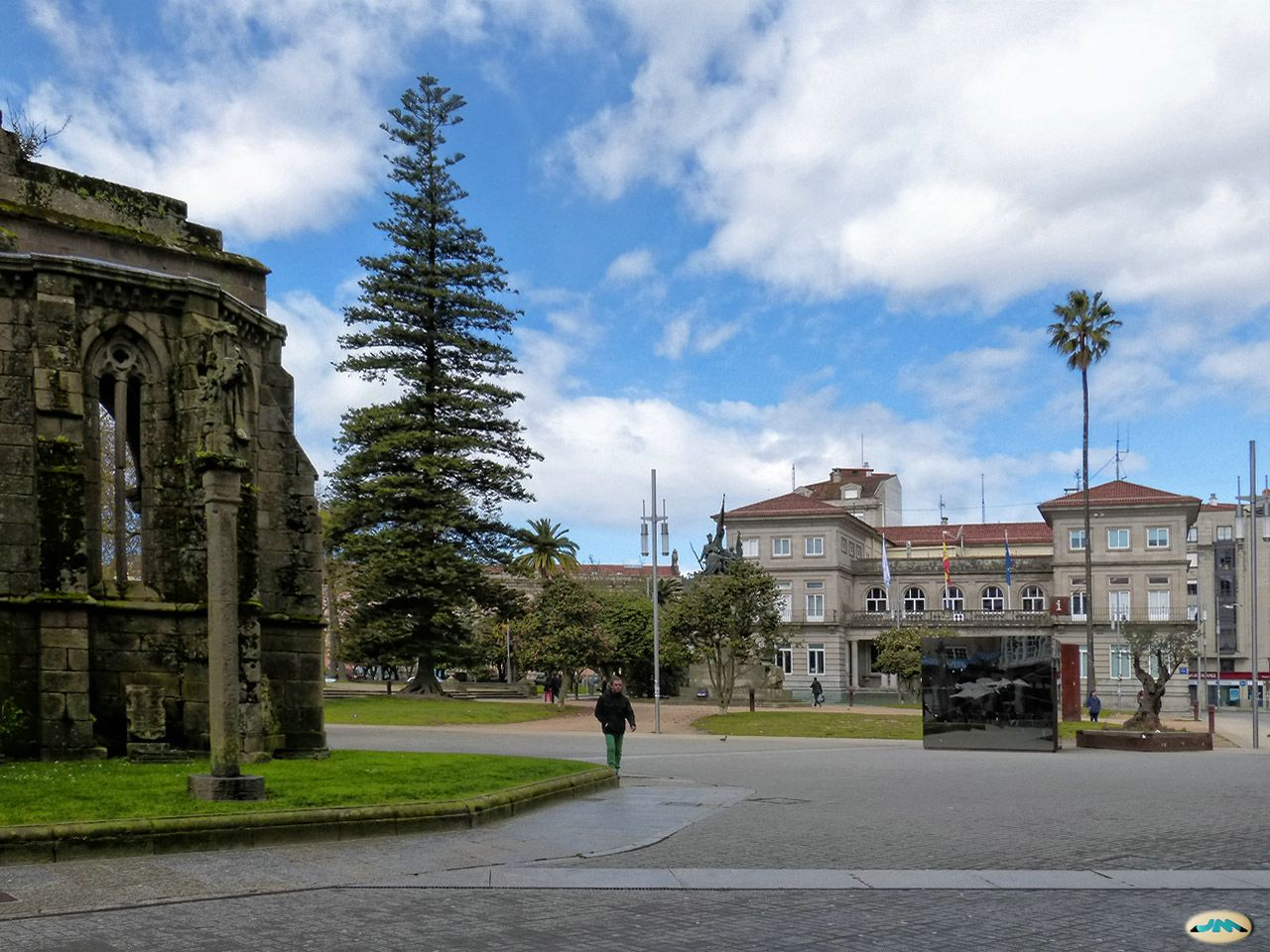
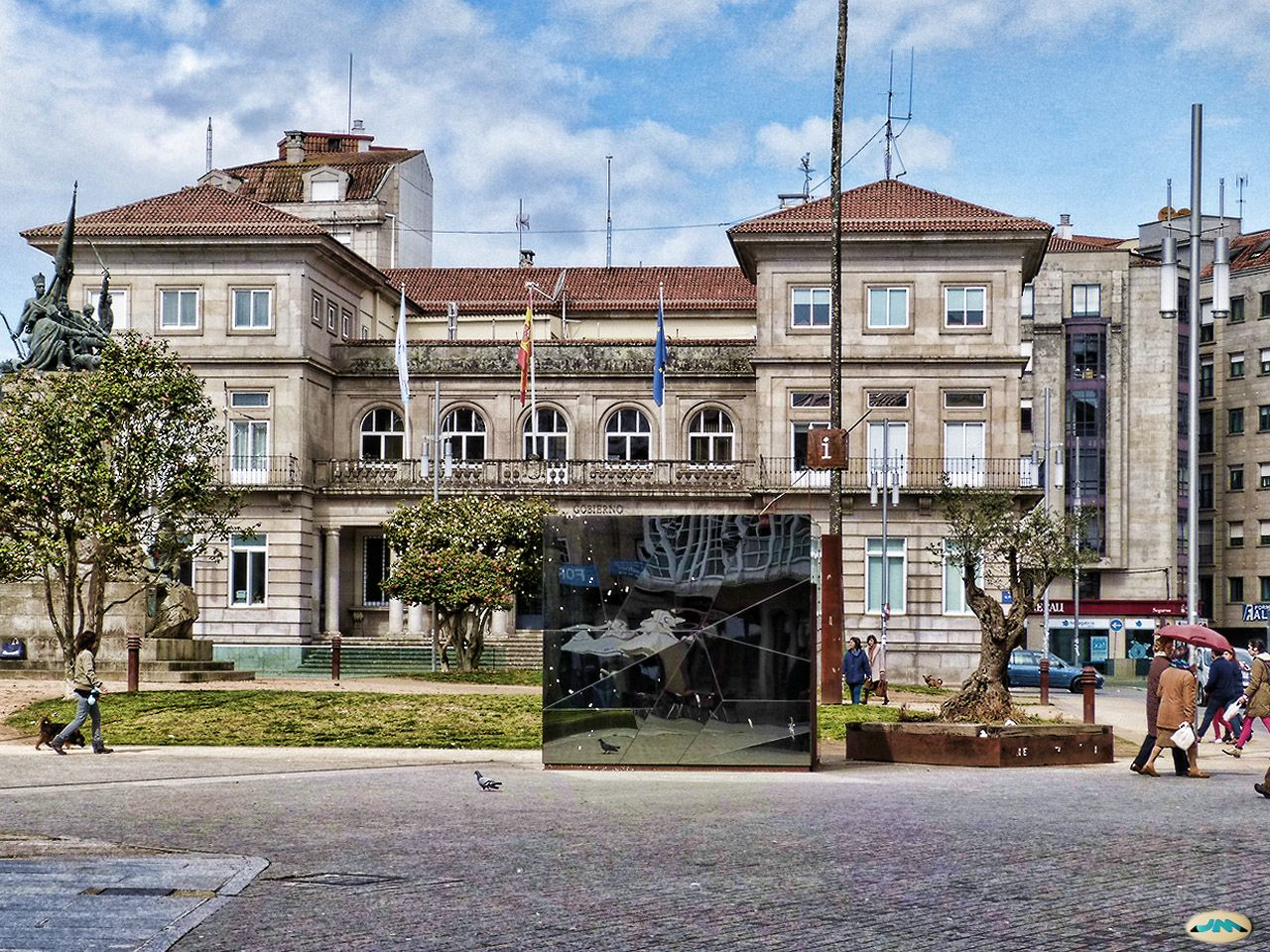
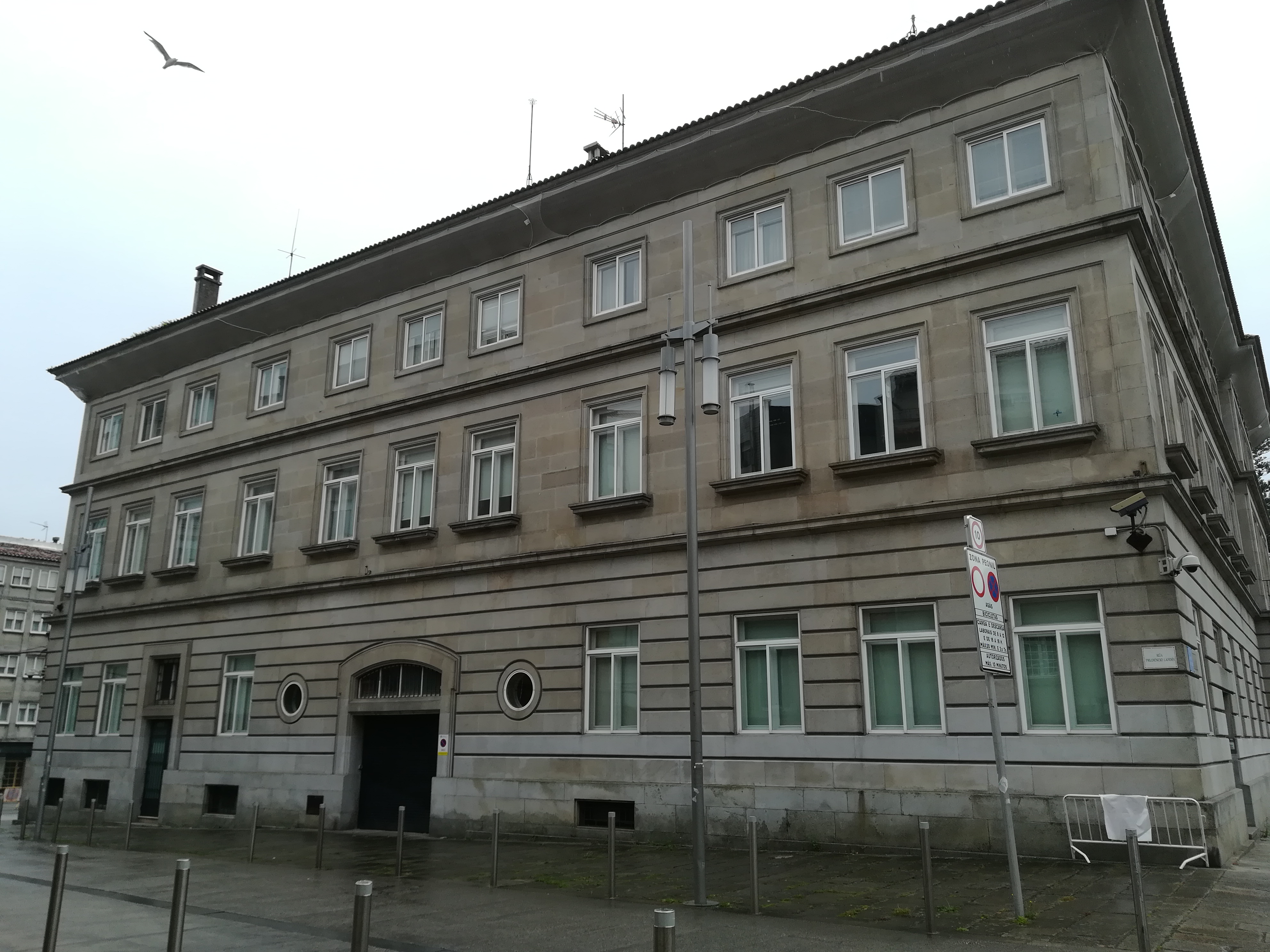
Fachada norte
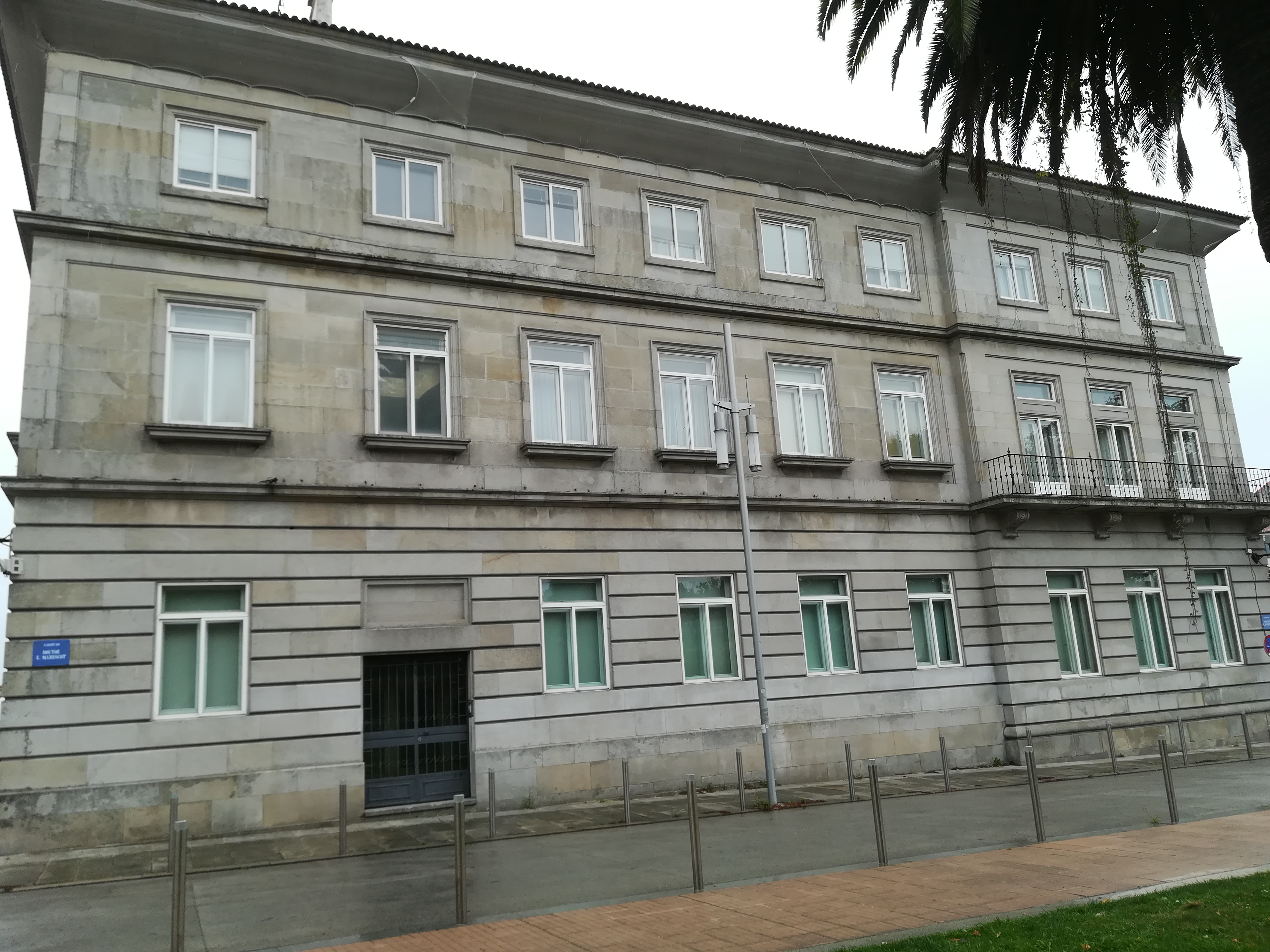
Fachada oeste
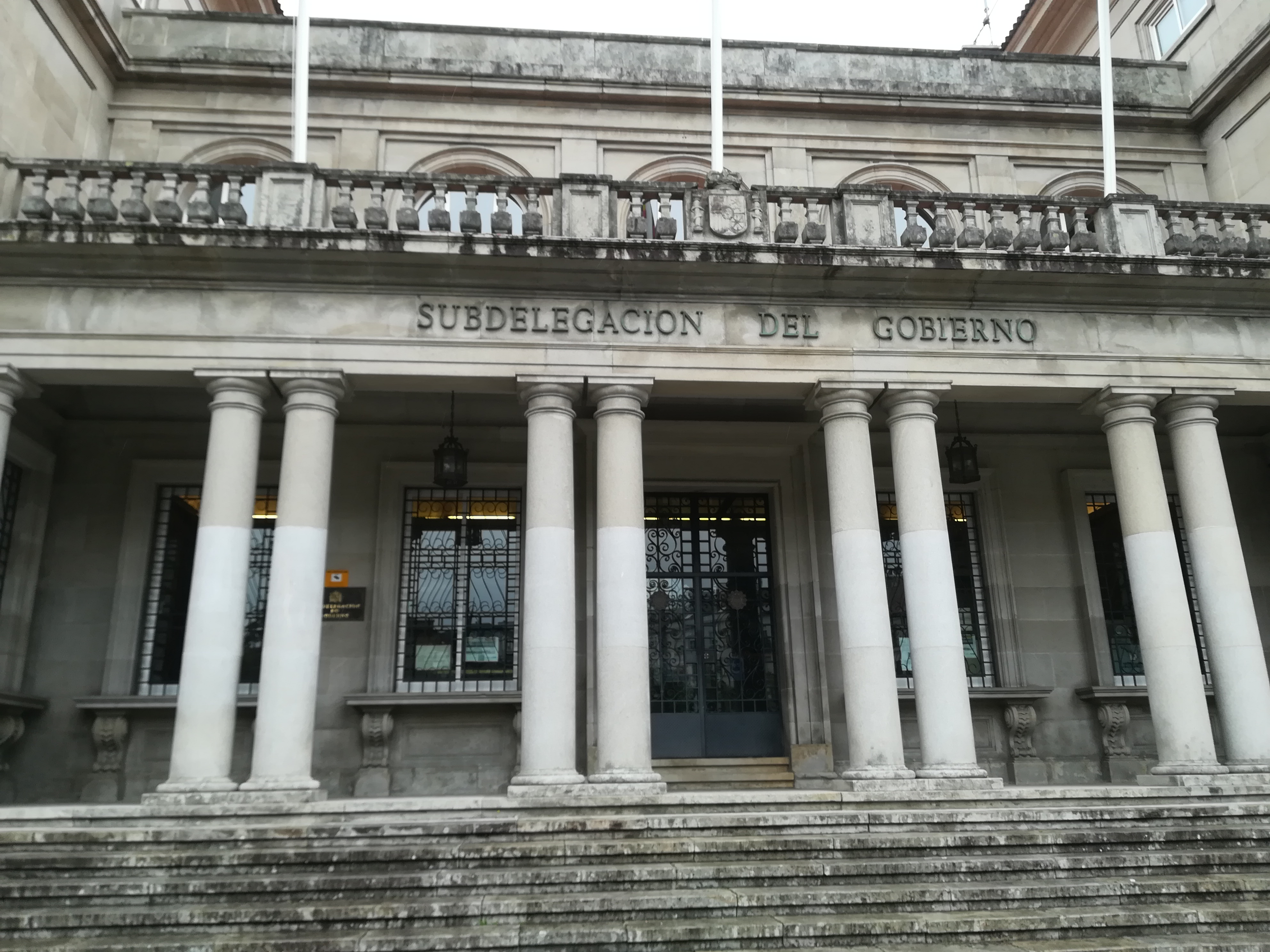
Entrada
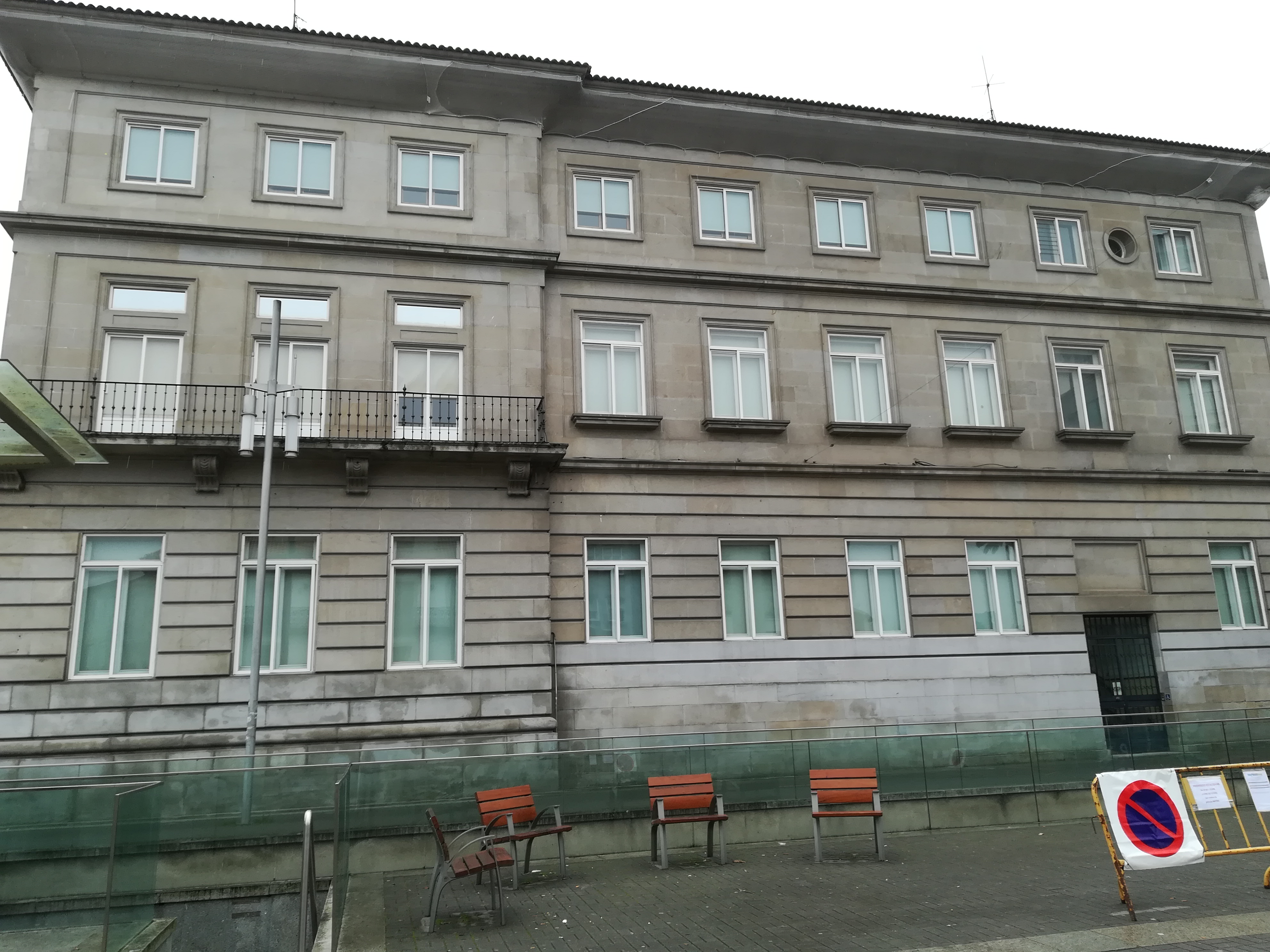
Fachada leste